# Джубега
Джубега (рум. Giubega) — комуна у повіті Долж в Румунії. До складу комуни входить єдине село Джубега.
Комуна розташована на відстані 216 км на захід від Бухареста, 38 км на південний захід від Крайови.

## Населення
За даними перепису населення 2002 року у комуні проживали 4196 осіб. Усі жителі комуни рідною мовою назвали румунську.
Національний склад населення комуни:
| Національність | Кількість осіб | Відсоток |
| -------------- | -------------- | -------- |
| румуни         | 4187           | 99,8%    |
| цигани         | 9              | 0,2%     |

Склад населення комуни за віросповіданням:
| Релігія       | Кількість осіб | Відсоток |
| ------------- | -------------- | -------- |
| православні   | 4175           | 99,5%    |
| адвентисти    | 13             | 0,3%     |
| п'ятдесятники | 6              | 0,1%     |
| баптисти      | 1              | < 0,1%   |

## Зовнішні посилання
- Дані про комуну Джубега на сайті Ghidul Primăriilor [Архівовано 20 жовтня 2010 у Wayback Machine.]